# Peter Niehusen
Peter Niehusen (* 15. Juli 1951 in Lübeck) ist ein ehemaliger deutscher Ruderer. Als Steuermann des Ratzeburger Deutschland-Achters gewann er zunächst zwei Goldmedaillen bei Europa- und Weltmeisterschaften, und als Ruderer von 1973 bis 1976 drei Bronzemedaillen bei Weltmeisterschaften und Olympischen Spielen.
Nach der olympischen Silbermedaille für den Deutschland-Achter 1964 rückte Niehusen als Nachfolger von Thomas Ahrens auf die Position des Steuermanns. 1965 und 1966 steuerte Niehusen den Achter zur Deutschen Meisterschaft. 1965 in Duisburg siegte der Achter bei der Europameisterschaft, 1966 gewann das Boot in Bled die Weltmeisterschaft. 1967 kam Gunther Tiersch als Steuermann ins Boot, weil Niehusen die kritische Gewichtsgrenze von 50 kg nicht mehr halten konnte.
Im Gegensatz zu anderen jugendlichen Steuermännern im Rudersport, deren Karriere endet, wenn sie für die Position des Steuermanns zu schwer werden, kehrte Niehusen wenige Jahre später zurück in die Weltklasse, diesmal als aktiver Ruderer. Der Ruderer von der Lübecker Ruder-Gesellschaft von 1885 saß 1973 bei der Europameisterschaft in Moskau im Deutschland-Achter, als das Boot den fünften Platz belegte. 1974 wechselte Niehusen in den Vierer mit Steuermann; in der Besetzung Hans-Johann Färber, Ralph Kubail, Peter-Michael Kolbe, Peter Niehusen und Steuermann Uwe Benter belegte das Boot bei der Weltmeisterschaft in Luzern den dritten Platz hinter den Booten aus der DDR und aus der Sowjetunion. Im Jahr darauf traten in Nottingham Dieter Knief statt Kolbe und Hartmut Wenzel statt Benter an, erneut gewann das Boot Weltmeisterschaftsbronze, es siegte das sowjetische Boot vor dem Boot aus der DDR. Bei den Olympischen Spielen 1976 in Montreal startete der Vierer in der Besetzung Hans-Johann Färber, Ralph Kubail, Siegfried Fricke, Peter Niehusen und Hartmut Wenzel. Hinter den Booten aus der Sowjetunion und aus der DDR gewann das Boot die dritte Bronzemedaille beim Saisonhöhepunkt in Folge.
Für seine sportlichen Leistungen wurde er am 10. Mai 1967 mit dem Silbernen Lorbeerblatt ausgezeichnet.
Peter Niehusen war Aktivensprecher der Deutschen Rudernationalmannschaft.
Während seiner sportlichen Karriere studierte Niehusen zum Diplom-Kaufmann und promovierte kurz nach den Olympischen Spielen in Montreal. Er war Graduierten-Stipendiat der Konrad-Adenauer-Stiftung. Niehusen war 20 Jahre in der Zigarettenindustrie tätig, u. a. als Vorstand bei den Reemtsma Cigarettenfabriken. Er lebt heute als selbständiger Unternehmensberater in Hamburg und ist im Sport-Marketing tätig.